# Burroughs Wellcome Fund
El Burroughs Wellcome Fund (BWF) es una organización estadounidense de investigación médica sin fines de lucro que proporciona fondos para investigación biomédica, educación STEM y áreas de desarrollo profesional para científicos.  Desde 1970, tiene su sede en el Research Triangle Park de Carolina del Norte.
Fundado en 1955 como una extensión del Wellcome Trust, con sede en Inglaterra, la misión de dos partes del Burroughs Wellcome Fund es “ayudar a los científicos en las primeras etapas de sus carreras a desarrollarse como investigadores independientes” y “promover campos de las ciencias biomédicas básicas que están infravalorados o necesitado de un estímulo especial”.
El fondo otorga más de 40 millones de dólares cada año para investigaciones centradas en enfermedades infecciosas, ciencias biomédicas y otros campos relacionados con la salud. El Fondo también apoya los esfuerzos de educación STEM en Carolina del Norte, incluido el Centro de Educación en Ciencias, Matemáticas y Tecnología de Carolina del Norte.

## Historia
El Burroughs Wellcome Fund se fundó en 1955 como una extensión estadounidense del Wellcome Trust en Inglaterra. Estas fundaciones tienen sus orígenes en los magnates farmacéuticos estadounidenses Henry Wellcome y Silas Burroughs, quienes fundaron Burroughs Wellcome and Co. en Inglaterra en 1880. Esta empresa farmacéutica fue una de las cuatro grandes organizaciones que finalmente se fusionaron para convertirse en GlaxoSmithKline.
Después de la muerte de Silas Burroughs en 1895, Henry Wellcome expandió la empresa a varios continentes y numerosos países, incluido Estados Unidos. En 1924, Wellcome consolidó todas las participaciones de la empresa bajo un paraguas corporativo al que llamó The Wellcome Foundation Ltd. Cuando murió en 1936, su testamento transfirió todas las acciones corporativas a una nueva entidad benéfica: Wellcome Trust. El propósito del Trust era utilizar las ganancias de la Fundación Wellcome para promover la investigación en medicina e historia médica.
En 1955, Sir Henry Dale, uno de los fideicomisarios originales del Trust y su presidente durante 21 años, y William N. Creasy, presidente y presidente de Burroughs Wellcome Co. USA, crearon una extensión estadounidense del Wellcome Trust llamada Burroughs Wellcome Fund. De 1955 a 1993 funcionó como una fundación corporativa para apoyar la investigación científica. En 1993, una donación de 400 millones de dólares de los fideicomisarios le permitió convertirse en una entidad independiente sin vínculos con la Fundación Wellcome ni con GlaxoSmithKline, que en 2000 había comprado todas las acciones de la Fundación Wellcome.

## Actividades
Desde su fundación, la BWF ha financiado investigaciones en ciencias médicas y biológicas en los Estados Unidos y Canadá. Esto ha consistido principalmente en reconocimiento individual y financiación como el Premio al Investigador en Patogénesis de Enfermedades Infecciosas, el Premio Institucional Médico-Científico, y el Premio a la Innovación en Ciencias Regulatorias. La BWF también apoya proyectos de investigación más amplios realizados por varios equipos, como un informe sobre "Los impactos nacionales e internacionales de la pandemia de influenza A H1N1 2009".
Un ejemplo de investigación a gran escala apoyada en parte por el fondo fue la secuenciación genética de Plasmodium falciparum, el parásito detrás de la mayoría de las muertes por malaria. La BWF se asoció con la Organización Mundial de la Salud y el Departamento de Defensa para financiar esta investigación en la Universidad de Pensilvania. Además del apoyo financiero, el Fondo facilitó la colaboración entre los participantes de la investigación.
El Fondo es patrocinador del programa Maestro del Año de Carolina del Norte a través del Departamento de Instrucción Pública de Carolina del Norte.
En 2013, BWF creó el Premio a la Innovación en Ciencias Regulatorias para financiar investigadores en ciencias regulatorias en EE. UU. y Canadá.